# Subbótino (Vorónej)
|  | Per a altres significats, vegeu «Subbótino». |

Subbótino (en rus: Субботино) és un poble (un khútor) de l'óblast de Vorónej, a Rússia, segons el cens del 2010 tenia un habitant.